# Vârteju, Ilfov
Vârteju este o localitate componentă a orașului Măgurele din județul Ilfov, Muntenia, România.
Aici se construiește noul depozit logistic al companiei Romkatel, reprezentanța pentru Europa de Est a producătorului german de antene Kathrein.